# Birkala härad
Birkala härad var ett härad i Tavastehus län i Finland.
Ytan (landsareal) var 1930,2 km² 1910; häradet hade 31 december 1908 43.129 invånare med en befolkningstäthet av 22,3 inv/km².

## Landskommuner
De ingående landskommunerna var 1910 som följer:
- Birkala, finska: Pirkkala
- Kangasala
- Lembois, finska: Lempäälä
- Messuby, finska: Messukylä
- Pälkäne
- Sahalaks, finska: Sahalahti
- Tottijärvi
- Vesilax, finska: Vesilahti
- Ylöjärvi

Birkala delades 1922 i Norra och Södra Birkala, där den tidigare kommunen 1938 tog namnet Nokia och den senare återtog namnet Birkala. Messuby inkorporerades i Tammerfors 1947.
Luopiois och Kuhmalax överfördes från Jämsä härad 1959.